# Raionul Krînîcikî, Dnipropetrovsk
Krînîcikî (în ucraineană Криничанський район, transliterat: Krînîceanskîi raion) este un raion în regiunea Dnipropetrovsk, Ucraina. Reședința sa este așezarea de tip urban Krînîcikî.

## Demografie
Componența lingvistică a raionului Krînîcikî
     Ucraineană (94,03%)
     Rusă (4,71%)
     Alte limbi (0,64%)
Conform recensământului din 2001, majoritatea populației raionului Krînîcikî era vorbitoare de ucraineană (94,03%), existând în minoritate și vorbitori de rusă (4,71%).